# Serra d'Heures
La Serra d'Heures és una serra al municipi de Sant Hilari Sacalm a la comarca de la Selva, amb una elevació màxima de 966 metres.